# Eberhard Gutsleff der Jüngere
Eberhard Gutsleff der Jüngere (* ca. 1691 in Tallinn; † 15. März 1749 in Sankt Petersburg) war ein deutschbaltischer Theologe.

## Leben
Eberhard Gutsleff d. J. wurde als Sohn des deutschbaltischen Pastors an der Tallinner Heiliggeistkirche, Eberhard Gutsleff (1654–1724), und dessen Frau Catharina (um 1665–1710) geboren. Sein Großvater war der berühmte Bibelübersetzer Johann Gutslaff († 1657). Eberhard Gutsleff d. J. war der Bruder des Theologen Heinrich Gutsleff (um 1680–1747), der zusammen mit seinem Vater Urheber und später Herausgeber der Übersetzung des Neuen Testaments in die nord-estnische Sprache war (erschienen 1715).
Eberhard Gutsleff d. J. schrieb sich bereits 1711 an der Universität Halle ein. Ab 1720 studierte er dort Theologie. In Halle schloss er sich dem Theologen Johann Jakob Rambach (1693–1735) an, mit dem ihn eine enge Freundschaft verband.
Von 1723 bis 1725 war Gutsleff Adjunkt seines Vaters an der Heiliggeistkirche in Tallinn (Reval). Er war Mitbegründer und Leiter der estnischen Verlagskasse, die estnischsprachige Erbauungsbücher zum verminderten Preis oder kostenfrei zur Verfügung stellte.
Von 1726 bis 1733 war er Diakon in der Kirchengemeinde. Von Juli 1733 bis 1737/38 war er Inspekteur für die Tallinner Schulen und wirkte gleichzeitig als Diakon an der Tallinner Olaikirche. In diese Zeit (1736) fällt auch der Besuch von Graf Nikolaus Ludwig von Zinzendorf in Tallinn, der in der Olaikirche predigte und von der Bevölkerung begeistert aufgenommen wurde.
1738 wurde Gutsleff von der Oeselschen Ritterschaft zum Superintendenten der Insel Saaremaa (Ösel) ernannt und war Oberpastor der Kirchengemeinde von Kuressaare (Arensburg). Dort versuchte Gutsleff mit Hilfe von Herrnhuter Sendboten, Herrnhuter Institutionen in der Kirche einzuführen, was zu großen Streitigkeiten mit der Obrigkeit führte. Am 16. April 1743 verbot die russische Zarin Elisabeth in einem Ukas die Tätigkeit der Herrnhuter in Russland (erst 1817 wieder legalisiert). Dieses Verbot wurde im Gouvernement Estland allerdings in unterschiedlicher Härte umgesetzt. Auf Ösel wurde eine Kommission zur Untersuchung des Herrnhuterwesens eingesetzt, der u. a. Pastor David Johann Rahr angehörte. 
1747 verhafteten die zaristischen Behörden Eberhard Gutsleff mit drei Gesinnungsgenossen. Sie beschuldigten ihn der Unterstützung der pietistischen Bewegung um die Herrnhuter Brüdergemeine im Baltikum. Er wurde nach Sankt Petersburg gebracht und in der Peter-und-Paul-Festung inhaftiert.
Dort starb er im Januar 1749. Gutsleff wurde am 2. Februar 1749 in Sankt Petersburg begraben.

## Werk
1732 gab Eberhard Gutsleff in Halle sein wichtigstes Werk heraus, die Kurtzgefaszte Anweisung zur ehstnischen Sprache. Sie enthält nach einer längeren Einleitung, die unter anderem den angeblichen „hebräischen Spuren“ im Estnischen nachgeht, eine Grammatik (aus der Feder Anton thor Helles) sowie ein estnisch-deutsches Vokabelverzeichnis mit ca. 7.000 Einträgen. Es stützt sich auf die Arbeiten für ein Lexicon Esthonica Germanicum vom Salomo Heinrich Vestring (1663–1749), das dieser in den 1720er und 1730er Jahren zusammengestellt hatte. Das Vokabularium war vorher nicht im Druck erschienen, kursierte aber in zahlreichen Abschriften. Daneben bietet das Werk 525 estnische Sprichwörter, 135 Rätsel sowie 50 Seiten mit estnischen Gesprächen (zweispaltig estnisch–deutsch).
Die Kurtzgefaszte Anweisung gilt als grundlegend für die Fixierung der estnischen Schriftsprache. Der vollständige Titel lautet Kurtzgefaszte Anweisung Zur Ehstnischen Sprache, in welcher mitgetheilet werden I. Eine GRAMMATICA. II. Ein VOCABULARIUM. III. PROVERBIA. IV. AENIGMATA. V. COLLOQUIA. Zuvörderst Denen, welche das Evangelium Christi der Ehstnischen Nation deutlich und verständlich zu predigen von GOtt beruffen werden; … Zur Anleitung Mit Fleisz zusammen getragen; un nebst einem erwecklichen Sendschreiben Herrn D. Joh. Jacob Rambachs, … an den EDITOREM, Auf Gutbefinden des Herrn AUTORIS [Anton thor Helle], mit einer Vorrede herausgegeben von Eberhard Gutsleff, Diacono bey der Ehstnischen Stadt-Gemeine in Reval. HALLE, Gedruckt bey Stephan Orban, 1732 (Nachdruck Tallinn 2006).

## Privatleben
Eberhard Gutsleff d. J. war mit Helen Elisabeth Oldenkop († 1743) verheiratet.